# Tempel des Apollon Zoster

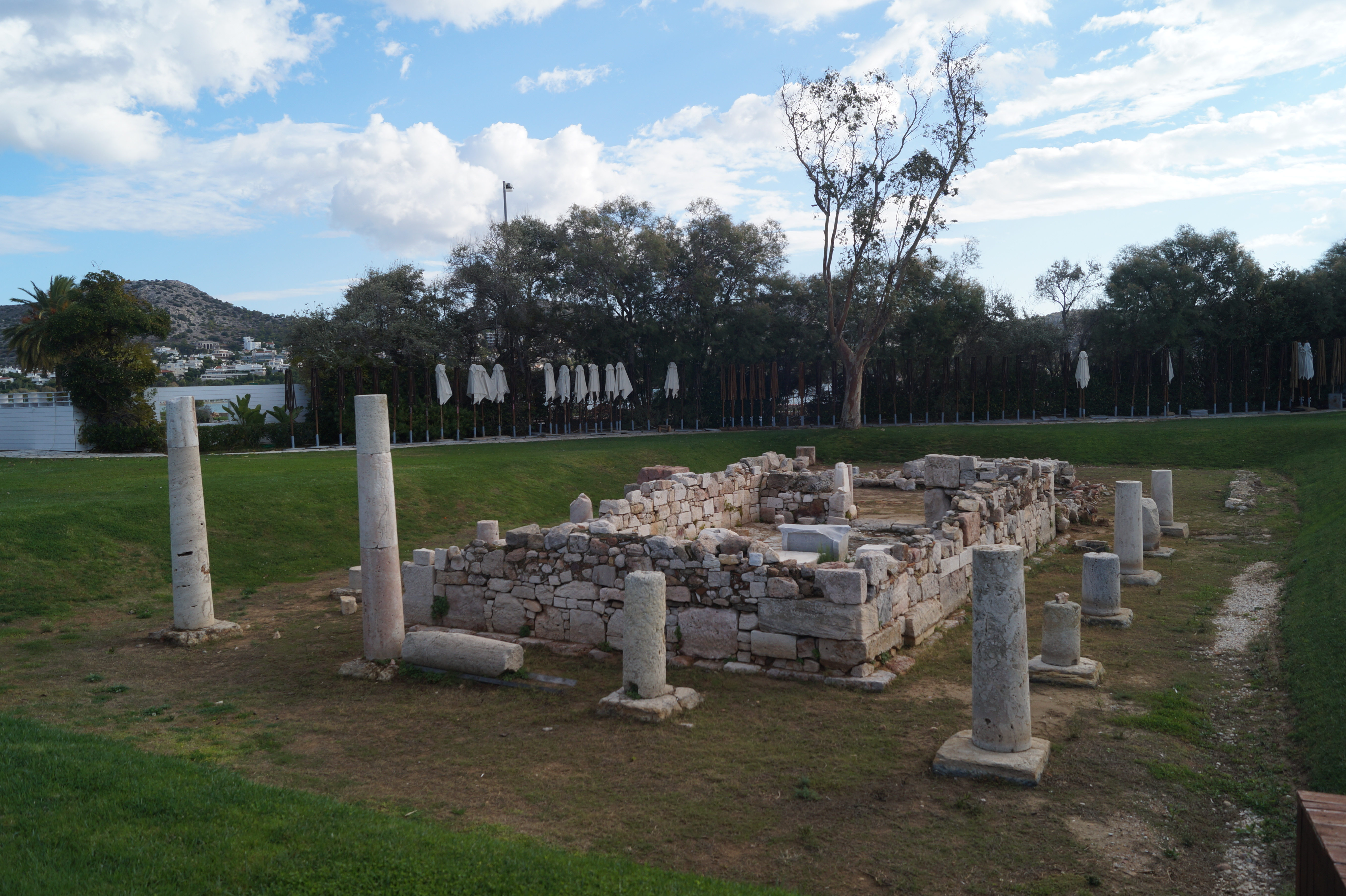
Tempel des Apollon Zoster

Der Tempel des Apollon Zoster (griechisch Ναός του Απόλλωνα Ζωστήρα) ist ein Heiligtum auf einer Halbinsel bei dem modernen Athener Vorort Vouliagmeni. Die Überreste des Tempels befinden sich auf dem Isthmus der Halbinsel Mikro Kavouri auf dem Gelände des Hotels Astir Beach Vouliagmeni. Die Halbinsel wurde in der Antike Kap Zoster und später Kap Lombarda genannt. Er war vermutlich der bedeutendste Apollon-Tempel in Attika und gehörte zu dem Demos Halai Aixonides.

## Erforschung

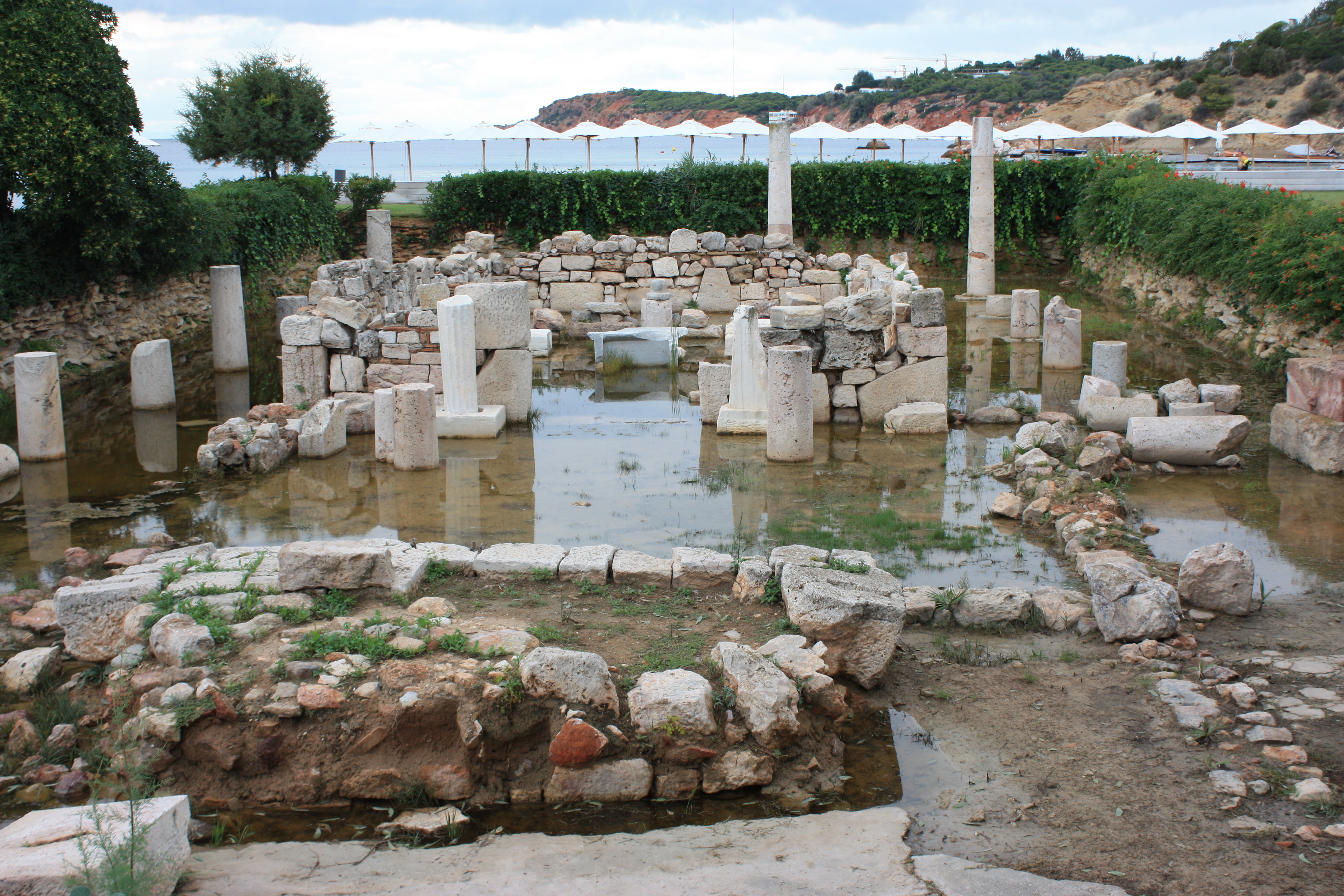
Der Tempel vor der Trockenlegung (2008)

Erstmals wurde der Tempel in der Reisebeschreibung von Pausanias erwähnt. Auf der Halbinsel soll sich ein Heiligtum für Athene, Apollon, Artemis und Leto befunden haben. Der Name Zoster (altgriechisch ζωστήρ = Leibgürtel) soll daran erinnern, dass Leto auf der Flucht vor Hera sich hier, mit Artemis und Apollon schwanger, niederließ. Da sei glaubte, die Geburt stehe kurz bevor legte sie ihren Gürtel ab. Der Archäologe Konstantinos Kourouniotis vermutete, dass der Beiname des Apollon ursprünglich Zosterios lautete und bedeutete, dass der Gott mit Waffen für den Kampf gegürtet war.
1924 entdeckten spielende Kinder aus dem Waisenhaus von Vouliagmeni am Strand Architekturfragmente und eine Inschrift, die den Tempel des Apollon Zoster erwähnte. 1926/7 gruben die Archäologen Konstantinos Kourouniotis und M. Pittidis die Grundmauern des Tempels aus. Da der Tempel auf Sand gebaut war und der Meeresspiegel seit der Antike angestiegen war, waren die Mauern oftmals überflutet und dadurch beschädigt. Um weitere Zerstörung zu verhindern, baute der Griechische Archäologische Service 2011 ein Drainagesystem, das durch das Hotels Astir Beach Vouliagmeni finanziert wurde und die Mauern dauerhaft trocken legte. 1936 legte Phoibos Stavropoulos das Priesterhaus frei.

## Beschreibung

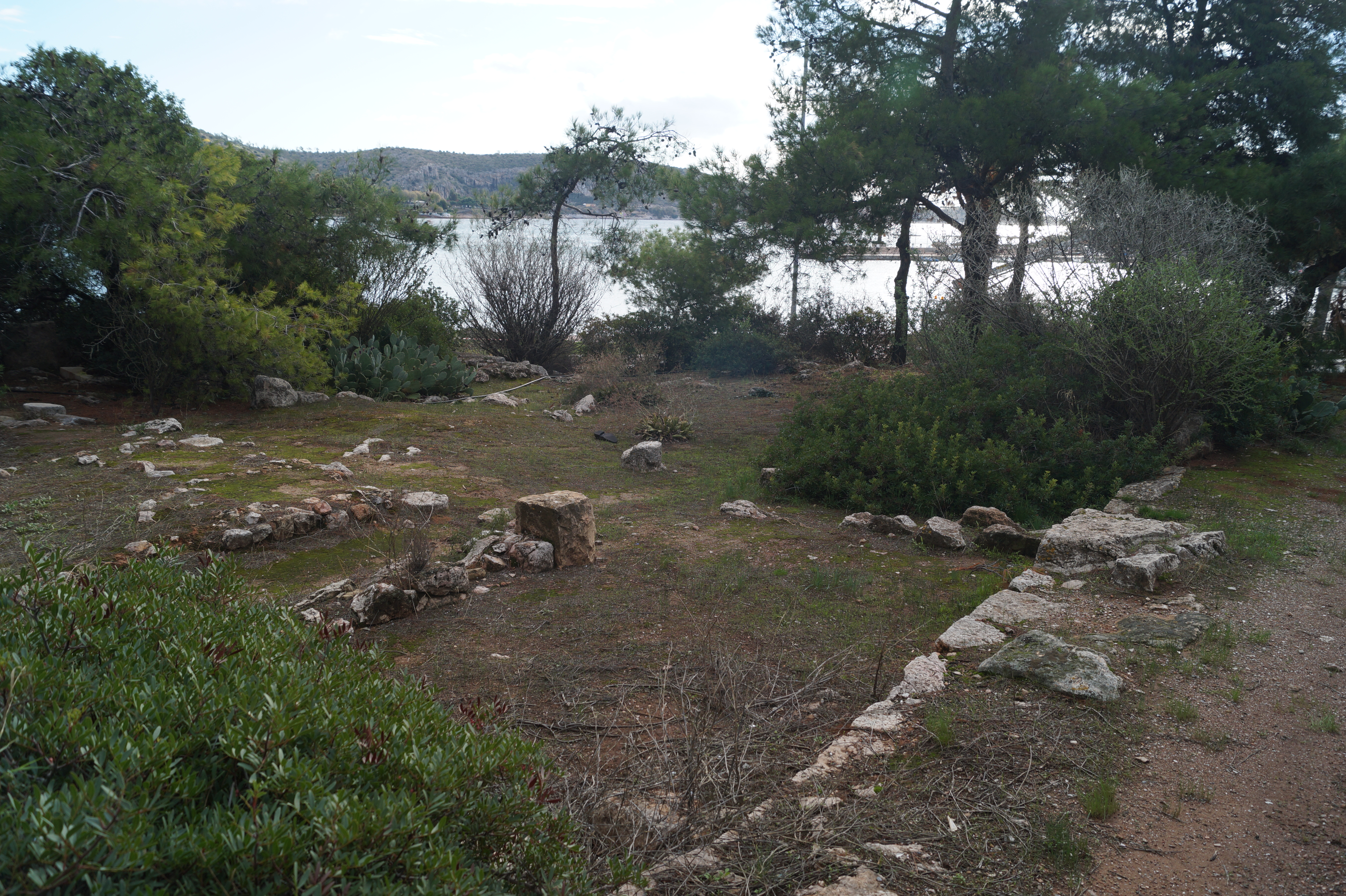
Die Grundmauern des Priesterhaus

Der Tempel wurde Ende des 6. Jahrhunderts v. Chr. an einer bereits bestehenden Kultstätte errichtet. Er bestand zunächst nur aus der 10,80 m mal 6 m großen Cella mit Eingang von Osten. Nur die Nordmauer, die in polygonalem Mauerwerk ausgeführt ist, und das Bodenpflaster aus großen Platten aus Titanolith stammen noch aus dieser Zeit. Später wurde durch eine Quermauer ein Adyton von der Cella abgetrennt. Während der zweiten Hälfte des 4. Jahrhunderts v. Chr. wurde der Tempel mit 4 × 6 Säulen versehen und so in einen Peripteros umgebaut. Die umlaufenden Säulen wurden in der römischen Zeit wieder entfernt und der Bereich im Osten des Tempels mit einer Mauer umgeben.
Im Osten des Tempels fand man die Krepis des 4,25 m mal 2,55 m großen Marmoraltars. Eine Inschrift auf dem Altar aus dem 4. Jahrhundert v. Chr. berichtet, dass der Priester Polystratos Reparaturen an dem Tempel ausführen ließ. Im Innern des Tempels fand man neben einem Marmorthron für den Priester drei Basen für die Kultstatuen der Artemis, des Apollon und der Leto. Vor dem mittleren Sockel für Apollon legte man einen Opfertisch von 1,10 m mal 0,62 m und einer Höhe von 0,63 m frei. Vermutlich befanden sich vor den beiden Göttinnen auch solche Opfertische. In christlicher Zeit wurde der Tempel in ein kleines Kloster umgewandelt, das entweder dem Heiligen Georg oder der Jungfrau Maria geweiht war.
Etwa 100 m nördlich des Tempels befinden sich die Grundmauern des Priesterhauses von 12,40 m mal 15,20 m. Es diente als Gästehaus für Pilger und wurde am Ende des 6. Jahrhunderts v. Chr. oder Anfang des 5. Jahrhunderts v. Chr. errichtet. Der größte Raum hat einen quadratischen Grundriss mit einer Seitenlänge von 6,30 m und verfügte über 11 Klinen. Im 4. Jahrhundert v. Chr. wurden weitere Räume angebaut. Die Klinen waren hier jedoch einfacher aus kleinen Steinen und Lehm gebaut. Wie der Tempel wurde auch das Priesterhaus zur römischen Zeit grundlegend umgestaltet. In dem Haus fand man Senkbleie für Fischernetze. Hieraus schloss man, dass der Priester im Nebenerwerb Fischerei betrieb.